# Wenner-Gren Center

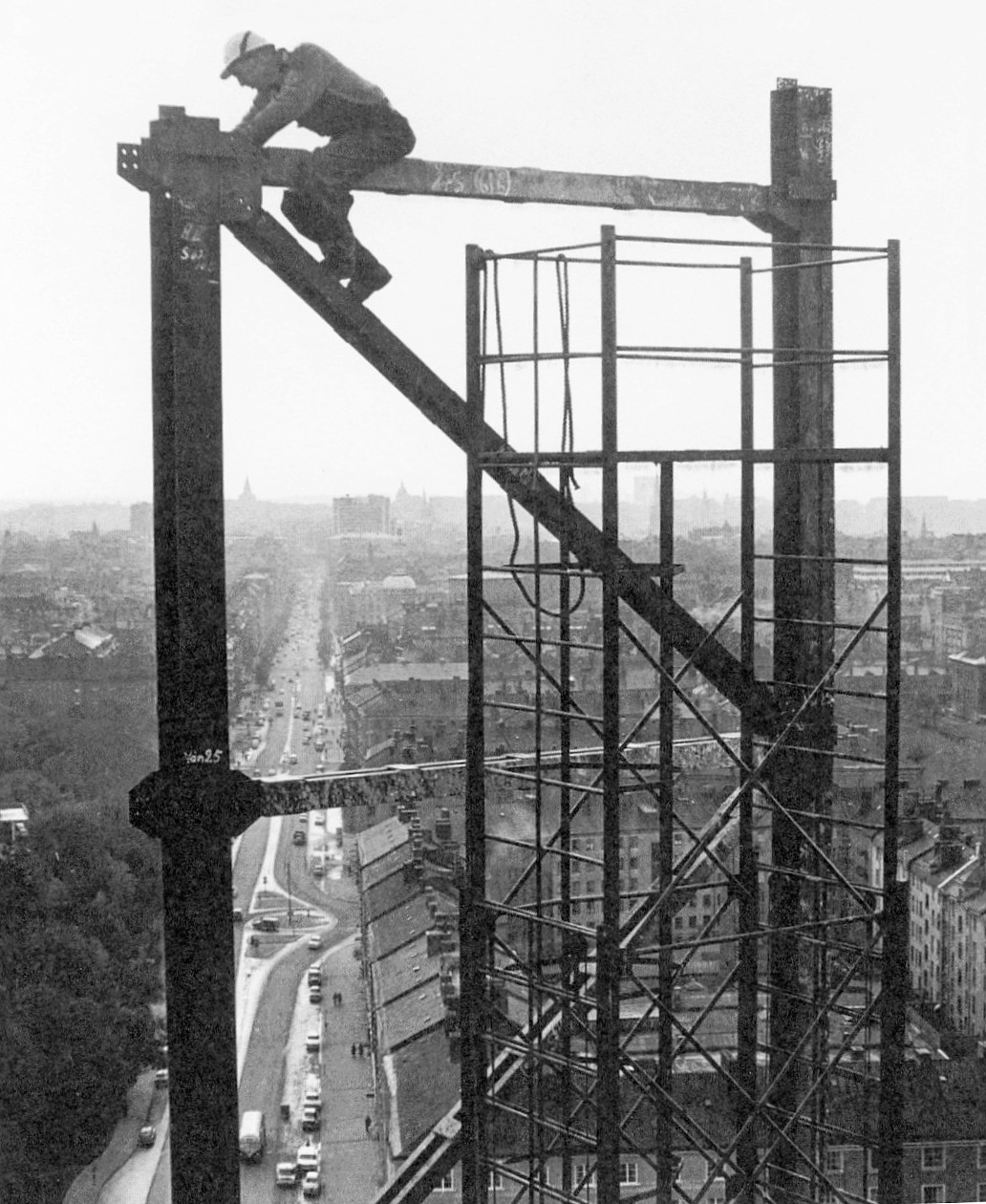
Wenner-Gren Center 1959

Das Wenner-Gren Center ist ein Gebäudekomplex in Stockholm, gelegen am nördlichen Ende des Sveavägen. Das Wenner-Gren Center ist nach seinem Donator Axel Wenner-Gren benannt.
Die Idee zu diesem Gebäude geht auf eine Initiative des schwedischen Biochemikers und  Nobelpreisträgers Hugo Theorell zurück. Er wollte ein internationales Zentrum für gastierende Wissenschaftler in Stockholm schaffen und brachte 1955 Wenner-Gren dazu, 8 Millionen Kronen zu stiften (entsprechend ca. 11 Millionen Euro 2005). Die schwedische Regierung unterstützte den Plan und hielt ein Grundstück kostenlos bereit.
Das Wenner-Gren Center wurde nach den Plänen der Architekten Sune Lindström und Alf Bydén während der Jahre 1959–1961 gebaut und im Januar 1962 eingeweiht. Die Anlage besteht aus drei Gebäuden: das Konferenzgebäude „Tetragon“, das halbkreisförmige Wohngebäude „Helicon“ und das 74 Meter hohe Bürogebäude „Pylon“. Der 25 Etagen hohe „Pylon“ steht, gleich dem Zeiger einer Sonnenuhr im Brennpunkt des niedrigen, halbrunden „Helicon“.
Das Wenner-Gren Center war das erste Hochhaus Schwedens, das ein Tragwerk aus Stahl enthielt und es war zu seiner Zeit das höchste Bauwerk Europas mit dieser Konstruktion. Um den Eindruck eines hohen Wolkenkratzers zu verstärken, wurden die Breitseiten des Hochhauses nach oben hin abschmälernd gestaltet, und mit Fassaden-Glas bekleidet, die Fassaden der Kurzseiten bestehen aus grob profiliertem, blau lackiertem Blech, das vertikal montiert ist.
Die Lage des Bauwerks war bewusst gewählt, nahe der Verkehrsverbindung zum Flughafen Arlanda, dem damals neuen Tor zur Welt. Auf Arlada wurde gleichzeitig mit dem Wenner-Gren Center die neue Abfertigungshalle für internationale Flüge eingeweiht. Auch heute noch ist der Hochhaus-Pylon weithin über die Stadt sichtbar. Axel Wenner-Gren konnte sein Gebäude nie fertig erleben, er starb kurz vor der Einweihung im November 1961.

## Bilder

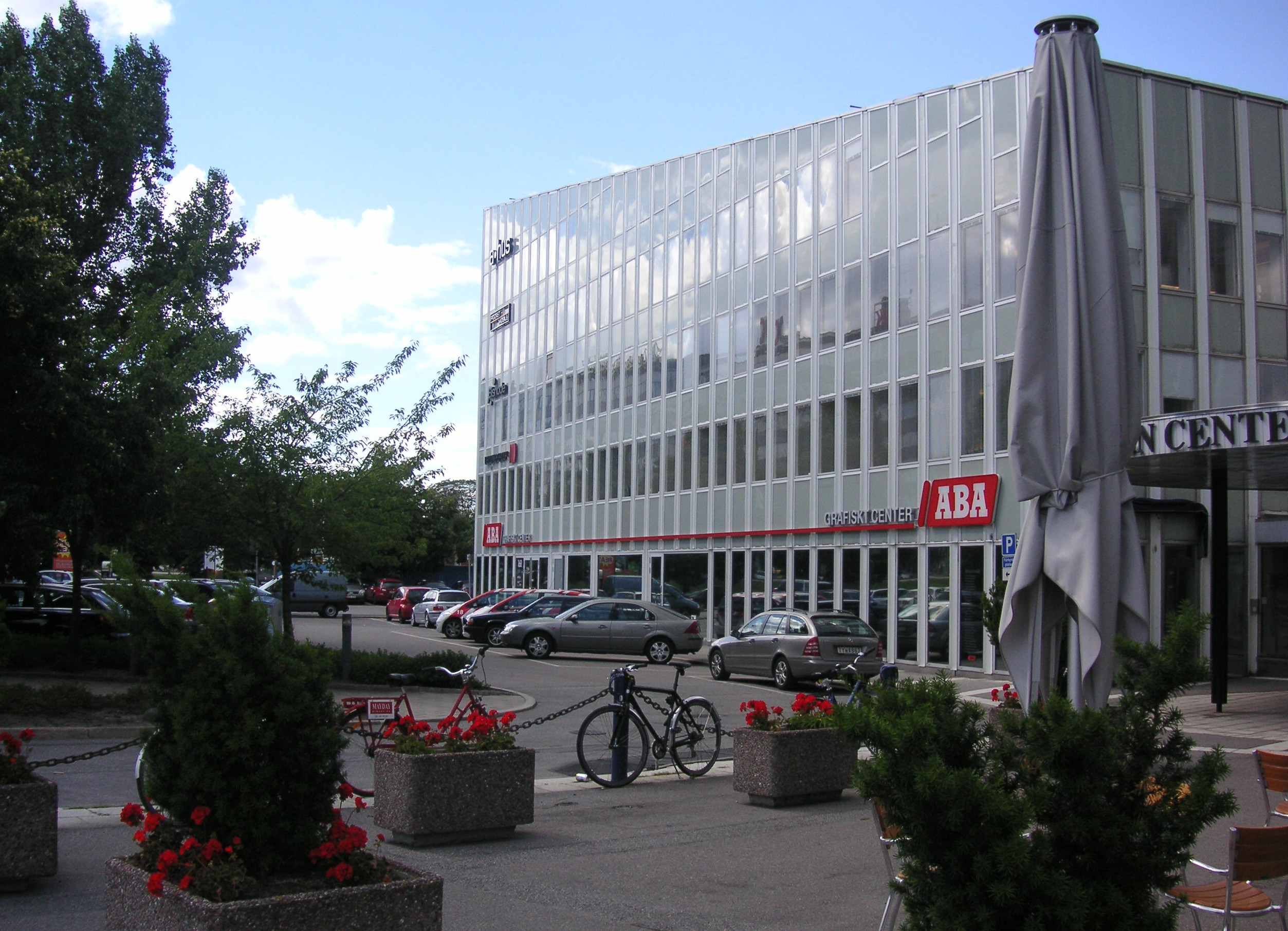
"Tetragon"
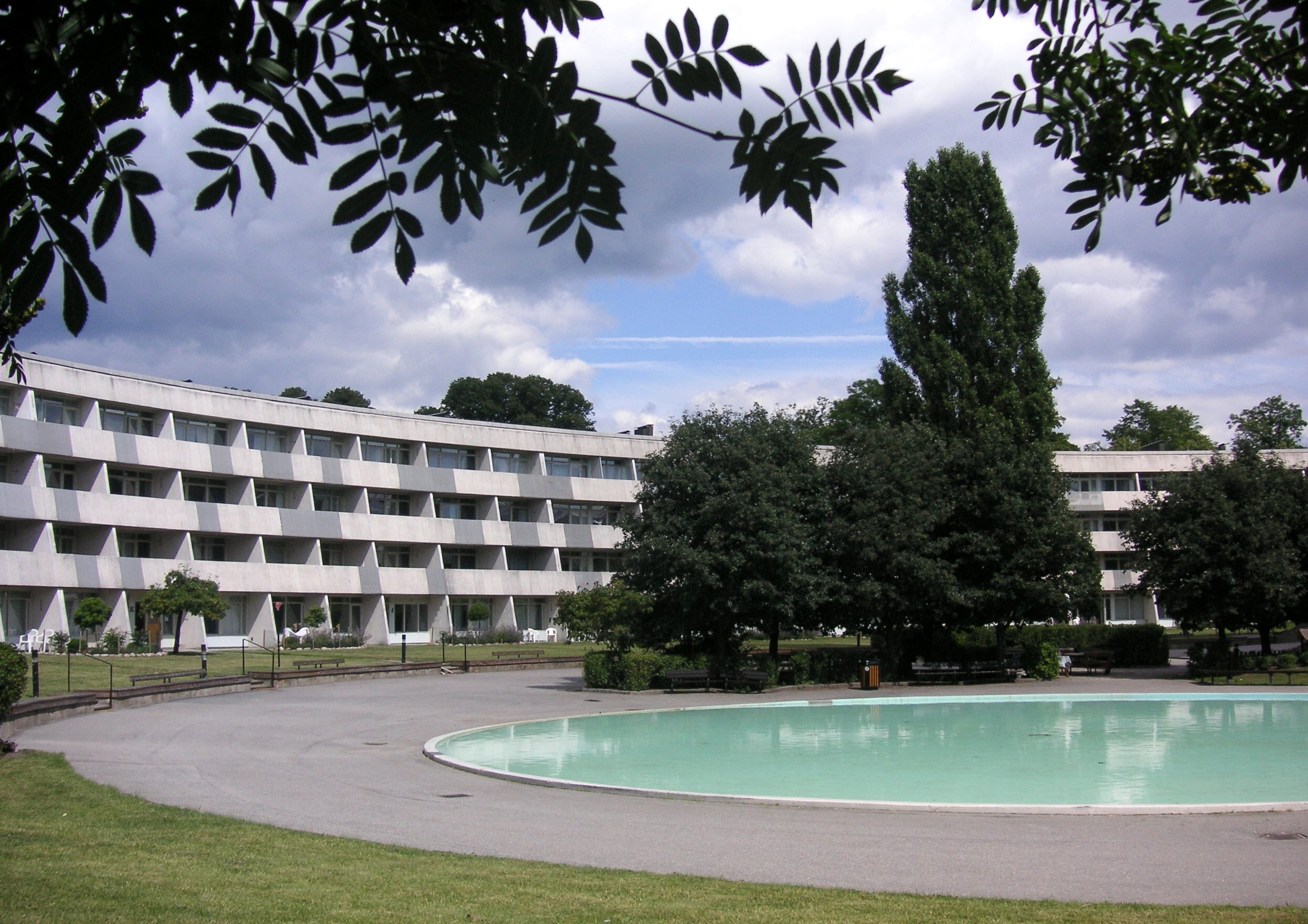
"Helicon"
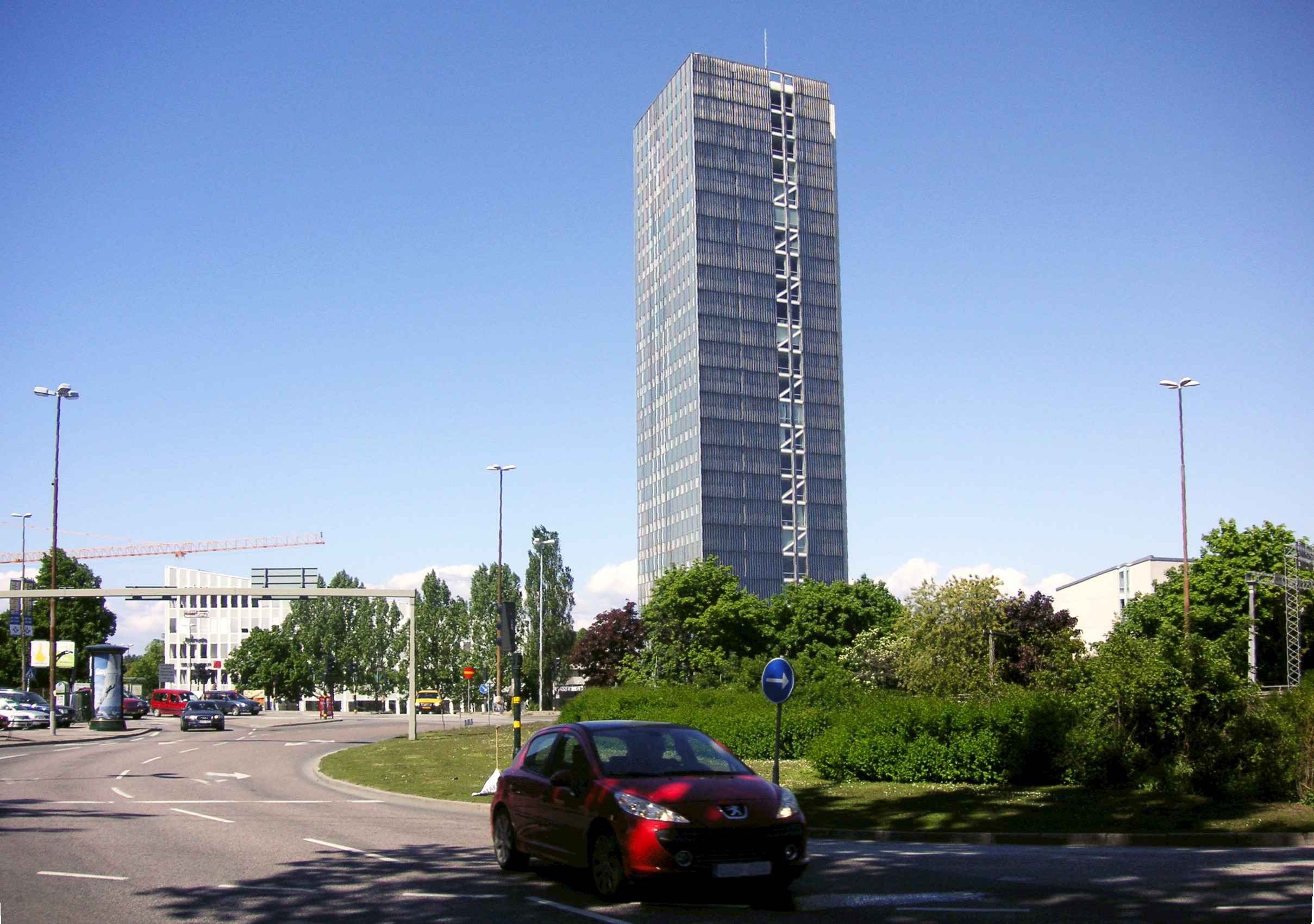
"Pylon"
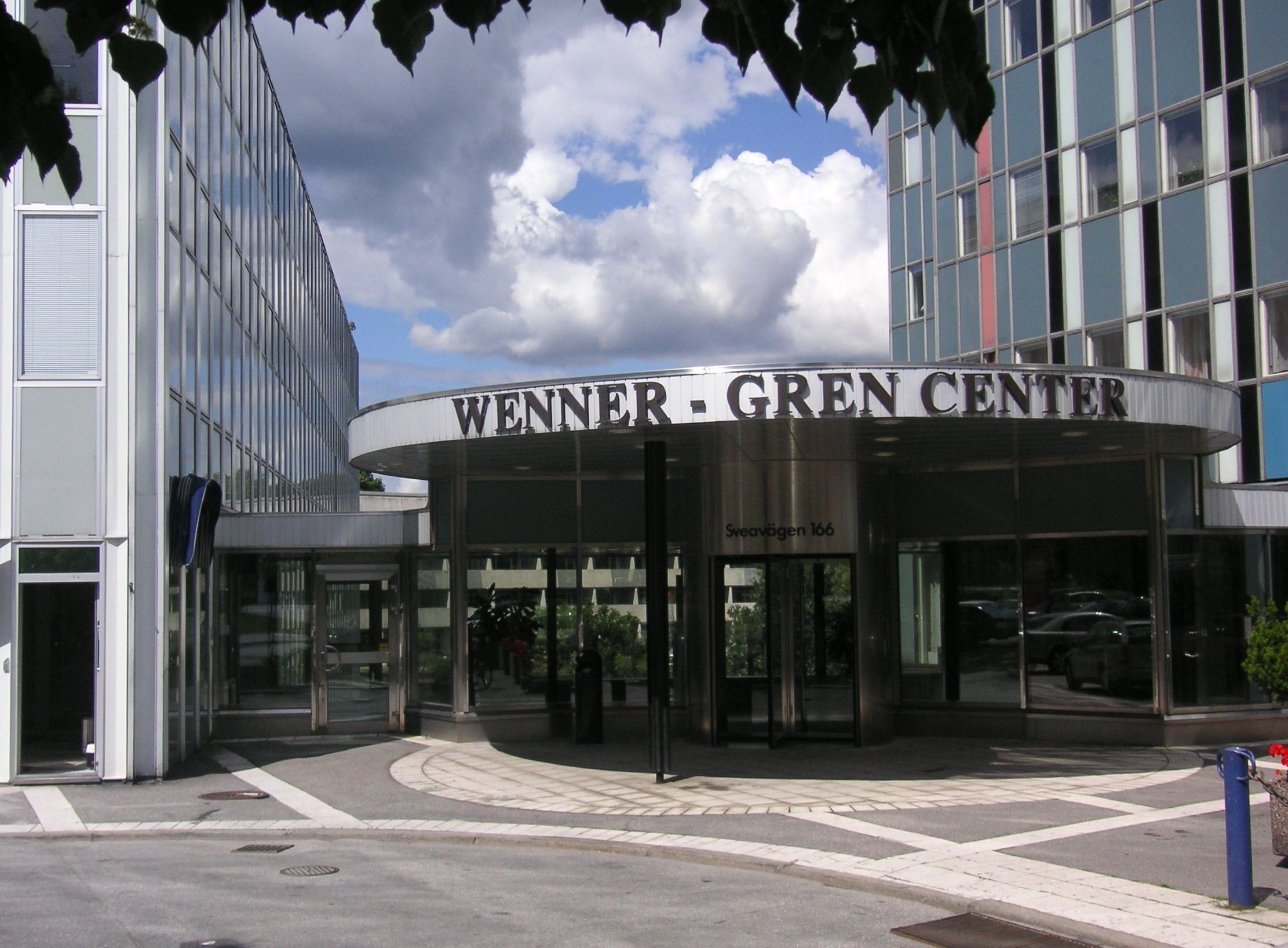
Haupteingang